# Головно
Головно (пол. Hołowno) — село в Польщі, у гміні Подедвуже Парчівського повіту Люблінського воєводства. Населення — 200 осіб (2011).

## Історія
1482 року вперше згадується православна церква в селі.
Населення села належало до української етнографічної групи хмаків.
За даними етнографічної експедиції 1869—1870 років під керівництвом Павла Чубинського, у селі переважно проживали греко-католики, які розмовляли українською мовою.
У липні-серпні 1938 року польська влада в рамках великої акції знищення українських храмів на Холмщині і Підляшші зруйнувала місцеву православну церкву.
За німецької окупації під час другої світової війни у селі діяла українська школа, учителем був Дмитро Дмитрук, вбитий 25 серпня 1942 року польськими підпільниками з Армії Крайової. Після смерті вчителя Дмитрука, українські діти були змушені відвідувати польську школу.
Як звітував командир сотні УПА Іван Романечко («Ярий») у лютому 1946 року, значну частину населення села становили «калакути» («перекидчики») — українці, які прийняли римо-католицтво й вважали себе поляками.
У 1975—1998 роках село належало до Білопідляського воєводства.

## Населення
Демографічна структура станом на 31 березня 2011 року:
|          | Загалом | Допрацездатний вік | Працездатний вік | Постпрацездатний вік |
| -------- | ------- | ------------------ | ---------------- | -------------------- |
| Чоловіки | 98      | 16                 | 61               | 21                   |
| Жінки    | 102     | 13                 | 43               | 46                   |
| Разом    | 200     | 29                 | 104              | 67                   |